# Ángela Ruiz
Ángela Ruiz Rosales (29 de julho de 2006) é uma arqueira profissional mexicana.

## Carreira
Começou a sua carreira desportiva na ginástica artística aos 4 anos, mudando de disciplina para o tiro com arco aos nove. Em 2021 decidiu ingressar no desporto de alto rendimento, sendo a Olimpíada Polaca de Tiro com Arco Juvenil desse ano a sua primeira competição internacional.
Desde 2023 ele é membro da Equipe Sênior de Tiro com Arco de seu país. Naquele ano conquistou a medalha de ouro por equipe nos Jogos Centro-Americanos e do Caribe junto com Valencia e Aída Román ao vencer a seleção colombiana. Além disso, a equipe estabeleceu um novo recorde centro-americano. A seleção repetiu a vitória nos Jogos Pan-Americanos de 2023 ao obter a medalha de prata ao enfrentar a seleção dos Estados Unidos, formada por Catalina Gnoriega, Casey Kaufhold e Jennifer Muciño.
Nos Jogos Olímpicos de Verão de 2024, ela conquistou a medalha de bronze por equipe com Alejandra Valencia e Ana Paula Vázquez. Com 17 anos de idade no início dos jogos, ela era o membro mais jovem da delegação mexicana nos Jogos.